# Ivonne Schönherr
Ivonne Schönherr (Stollberg, 20 gennaio 1981) è un'attrice tedesca, attiva principalmente in campo televisivo.
Tra grande e, soprattutto, piccolo schermo, ha partecipato ad una quarantina di differenti produzioni, a partire dalla fine degli anni novanta. Tra i suoi ruoli principali, figurano quelli nelle fiction Geliebte Schwestern, Eine wie keine, Lena - Amore della mia vita, Unter weißen Segeln e quelli in film TV del ciclo "Rosamunde Pilcher" e "Inga Lindström.

## Biografia
Ivonne Schönherr nasce a Stollberg, nell'allora Germania Est, il 20 gennaio 1981.
Già all'età di 15 anni, ottiene i suoi primi ruoli televisivi.
Tra il 1997 e il 1998 è nel cast principale della soap opera Geliebte Schwestern, dove interpreta il ruolo di Raffaela Steinfeld. Nel 1998, fa anche il proprio debutto sul grande schermo nel film, diretto, da Mika Kallwass Freundinnen und andere Monster, dove è tra le protagoniste nel ruolo di Anita.
Tra il 2004 e il 2006, è nel cast principale del ciclo di film TV Unter weißen Segeln, dove interpreta il ruolo di Lisa. Nel frattempo, nel 2005, è tra i protagonisti, al fianco di Ruth-Maria Kubitschek e Sky du Mont del film TV Prinz und Paparazzi, dove interpreta il ruolo di Leonie.
Nel 2006, è protagonista, nel ruolo di Vivian, del film TV del ciclo "Rosamunde Pilcher" La voce del cuore (Land der Sehnsucht). L'anno seguente è tra i protagonisti, al fianco di Heide Keller e Marcus Grüsser del film TV del ciclo "Inga Lindström" Emma Svensson e l'amore (Emma Svensson und die Liebe), dove interpreta il ruolo di Hilla Svensson.
Nel 2008, posa senza veli per la rivista Playboy.
In seguito, dal 2009 al 2010 è nel cast principale della soap opera Eine wie keine, dove interpreta il ruolo di Alexandra Aden e nel 2011, è nel cast della soap opera Lena - Amore della mia vita (Lena - Liebe meines Lebens), dove interpretya il ruolo di Felicitas Martin.  L'anno seguente, è protagonista, nel ruolo di Stella Franklin, del film TV del ciclo "Rosamunde Pilcher" Il castello incantato (Das Geheimnis der weißen Taube).

## Filmografia parziale

### Cinema
- Freundinnen und andere Monster, regia di Mika Kallwass (1998)
- A2 Racer, regia di Michael Keusch (2004)
- Emilia, regia di Henrik Pfeifer (2005)
- Werner - Eiskalt!, regia di Gernot Roll (2011)
- Die Superbullen - Sie kennen keine Gnade, regia di Gernot Roll (2011)

### Televisione
- Geliebte Schwestern - soap opera, 134 episodi (1997-1998)
- CityExpress - serie TV, 7 episodi (1999)
- Guardia costiera (Küstenwache) episodi 3x08-17x09 (2000-2015)
- Die Biester - serie TV, 12 episodi (2001)
- Lolle (Berlin, Berlin) - serie TV, 4 episodi (2002-2003)
- Bewegte Männer - serie TV, 2x08 (2004)
- Unter weißen Segeln - serie TV, 5 episodi (2004-2006)
- Prinz und Paparazzi - film TV, regia di Jürgen Bretzinger (2005)
- La nostra amica Robbie (Hallo, Robbie!) - serie TV, episodio 4x02 (2005)
- Rosamunde Pilcher - La voce del cuore (Land der Sehnsucht) - film TV, regia di Dieter Kehler (2006)
- Die Kränen - film TV, regia di Edzard Onneken (2006)
- War ich gut? - film TV, regia di Christoph Schrewe (2007)
- Inga Lindström - Emma Svensson e l'amore (Emma Svensson und die Liebe) - film TV, regia di Karola Meeder (2007)
- Die Liebesflüsterin - film TV, regia di Jakob Schäuffelen (2008)
- Die Stein - serie TV, 13 episodi (2008)
- Saggi consigli (Vorzimmer zur Hölle) - film TV, regia di John Delbridge (2009)
- Eine wie keine - soap opera, 209 episodi (2009-2010)
- Dream Hotel - serie TV, episodio 1x14 (2010)
- Lena - Amore della mia vita (Lena - Liebe meines Lebens), 23 puntate (2010-2011)
- Rosamunde Pilcher - Il castello incantanto (Das Geheimnis der weißen Taube) - film TV, regia di Dieter Kehler (2012)

## Doppiatrici italiane
Nelle versioni in italiano dei suoi film, Ivonne Schönherr è stata doppiata da:
- Alessia Amendola in Inga Lindström - Emma Svensson e l'amore
- Ludovica De Caro in Lena - Amore della mia vita[12]
- Valentina Favazza in Dream Hotel